# 諫早茂成
諫早 茂成（いさはや しげなり）は、江戸時代中期の武士。肥前国佐賀藩士。諫早鍋島家（諫早氏）10代当主。

## 出自
諫早家は龍造寺隆信の又従兄弟家晴の子孫。藩主鍋島氏の旧主君龍造寺氏の一族で、鍋島氏を憚って諫早氏を称す。家紋は「上り藤」。代々藩主の偏諱を受け「茂」の字を拝領している。藩内の家格は親類同格。
龍造寺氏一族として、藩内で大名並みの知行二万六千石と強い影響力を持つ。

## 略歴
寛保2年（1743年）12月13日、諫早8代邑主・諫早茂行の子として誕生。正室は鍋島直員娘・美濃。
宝暦3年（1753年）8月に兄・行孝が死去し、9月27日、その家督を相続した。
宝暦10年（1760年）9月、藩主・鍋島宗教廃立の陰謀に関与したとして処罰された父・茂行の蟄居が許される。宝暦12年（1762年）藩主・鍋島重茂の江戸参勤に従い、江戸で勤務する。明和2年（1765年）藩の請役家老となる。明和4年（1767年）藩より没収されていた知行一万石（地米四千石）を返還される。
明和6年（1769年）3月20日死去。享年28。菩提寺の天祐寺に葬られた。